# Gagrella unispinosa
Gagrella unispinosa is een hooiwagen uit de familie Sclerosomatidae.